# مگی چنگ
مگی شایان چنگ (به انگلیسی: Maggie Cheng) یک ریاضیدان کاربردی و دانشمند کامپیوتر است که به عنوان استاد ریاضیات کاربردی در موسسه فناوری ایلینوی کار می کند، جایی که او مرکز محاسبه علمی بین رشته ای را هدایت می کند. علاقه های تحقیقاتی او شامل امنیت سایبری و یادگیری ماشین است.  

## تحصیلات و شغل
چنگ دارای مدرک لیسانس و فوق لیسانس از دانشگاه هوانوردی و فضانوردی پکن است .  او مدرک دکتری خود  در علوم کامپیوتر در سال 2003 از دانشگاه مینه سوتا را به پایان رساند..  او پس از اتمام دکترای خود، استادیار علوم کامپیوتر در دانشگاه علم و صنعت میسوری شد. او در سال 2016 به دانشکده مدیریت مارتین تاچمن موسسه فناوری نیوجرسی نقل مکان کرد،  و در سال 2018 به موسسه فناوری ایلینوی نقل مکان کرد،  و در سال 2020 به استادی کامل ارتقا یافت 

## لینک های خارجی
- صفحه نخست
- انتشارات نمایه‌شدهٔ مگی چنگ توسط گوگل اسکالر نمایه شده توسط